# Drive (película de 2011)
Drive es una película dramática y de suspense neo-noir estrenada el 16 de septiembre de 2011 en Estados Unidos, protagonizada por Ryan Gosling y Carey Mulligan, dirigida por Nicolas Winding Refn y basada en el libro de título homónimo escrito por James Sallis en 2005. Nicolas Winding Refn ganó como mejor director en el Festival de Cine de Cannes, Francia, en 2011. Al final de los créditos se indica que la película es un tributo a Alejandro Jodorowsky, mentor y amigo de Nicolas Winding Refn.[cita requerida] Fue candidata al Globo de Oro al «mejor actor de reparto».
Antes de su lanzamiento en septiembre de 2011, Drive se había mostrado en varios festivales de cine, incluido el Festival de Cine de Cannes de 2011, donde recibió una ovación de pie.  Refn ganó el premio al mejor director del festival.  La película fue elogiada por su dirección, cinematografía, actuaciones (particularmente las de Gosling y Brooks), imágenes, secuencias de acción y partitura musical;  sin embargo, algunos críticos quedaron horrorizados por su violencia gráfica y consideraron que era potencialmente perjudicial para el éxito de taquilla de la película.  No obstante, la película siguió siendo un éxito comercial, recaudando 81 millones de dólares frente a un presupuesto de producción de 15 millones de dólares.  Varios críticos catalogaron a Drive como una de las mejores películas de 2011, incluido el National Board of Review.  Sus honores incluyen una nominación a Mejor Edición de Sonido en los 84 Premios de la Academia.

## Argumento
Un "conductor" sin nombre (Ryan Gosling), cuyas habilidades al volante son evidentes, trabaja en el garaje de Shannon (Bryan Cranston), en Los Ángeles, y ocasionalmente realiza trabajos como especialista en escenas de riesgo en producciones de cine, doble de riesgo conduciendo un coche que se debe accidentar o como conductor de huida por asaltos en peligrosas misiones nocturnas, en coches que él roba y luego deja abandonados. Sus reglas son que siempre trabaja de forma anónima y nunca dos veces para la misma persona.
Aunque es un hombre solitario por naturaleza, callado y reservado, no puede evitar enamorarse de su bella vecina Irene (Carey Mulligan), vulnerable joven madre que se ve arrastrada a un peligroso mundo, ella vive sola en el departamento junto al conductor y le confiesa que su marido saldrá de prisión en una semana, mientras Shannon busca un patrocinador para competir en carreras de coches y confía que con su conductor tendrá buenas oportunidades de ganar algunas carreras.
Debido a la salida de prisión de su marido Standard (Oscar Isaac), se mete en problemas y la puede involucrar a ella. Después de un robo con el que pretende ayudar a pagar la protección de Standard, suceden una serie de giros impredecibles y el conductor acepta no cobrar por su trabajo, y al enfrentar a la banda de criminales, les pide que después de este trabajo ya no molesten a su familia, se involucra en el crimen y se ve conduciendo para salvar a la mujer que ama y perseguido muy de cerca por dos peligrosos criminales, Nino (Ron Perlman) y Bernie Rose (Albert Brooks).
Sin embargo, cuando se da cuenta de que los criminales no solo van por la bolsa de dinero sino que van directamente por Irene y su hijo, se ve obligado a cambiar de dirección y enfrentarse a ellos, por un mal trato entre bandas de criminales que se engañan entre ellos para robarse el dinero del robo.

## Reparto
- Ryan Gosling como The Driver (el conductor).
- Carey Mulligan como Irene.
- Bryan Cranston como Shannon.
- Oscar Isaac como Standard.
- Albert Brooks como Bernie Rose.
- Christina Hendricks como Blanche.
- Ron Perlman como Nino.

## Música y banda sonora

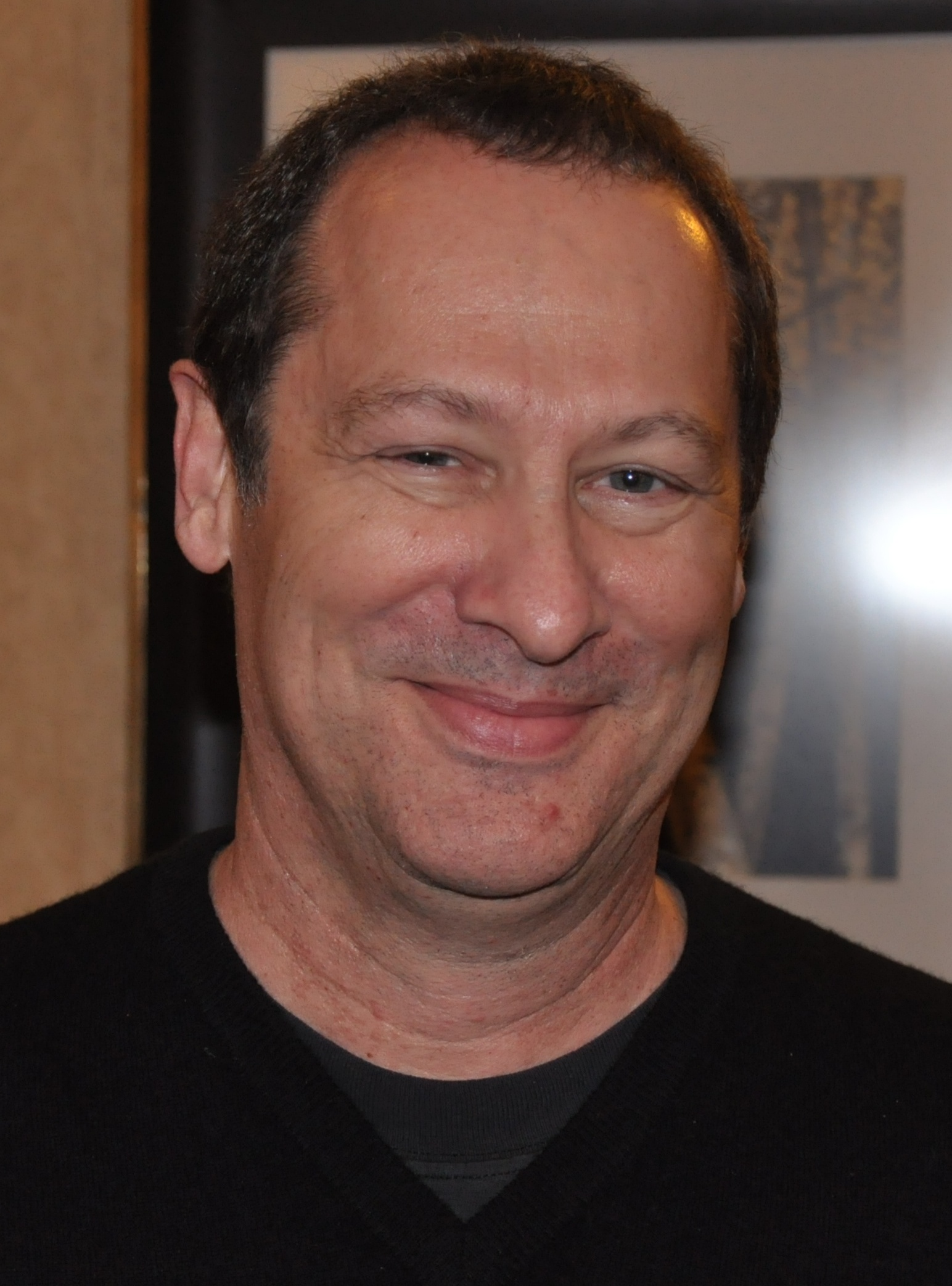
Cliff Martinez (cropped).jpg

La banda sonora de la película fue compuesta por Cliff Martínez y es predominantemente música electrónica, con reminiscencias retro de los 80. Refn escogió a Martínez después de ver su trabajo en la película Sexo, mentiras y cintas de video. El editor Matt Newman sugirió la utilización de la canción de los créditos iniciales Nightcall, del músico electrónico Kavinsky, una de las canciones más representativas de la película.
Drive: Original Motion Picture Soundtrack salió a la venta en disco compacto el 27 de septiembre de 2012, editado por Lakeshore Records. La editora Mondo publicó otra versión en vinilo, editada en junio de 2012. Ambos discos fueron bien recibidos por la crítica.[cita requerida]

## Producción

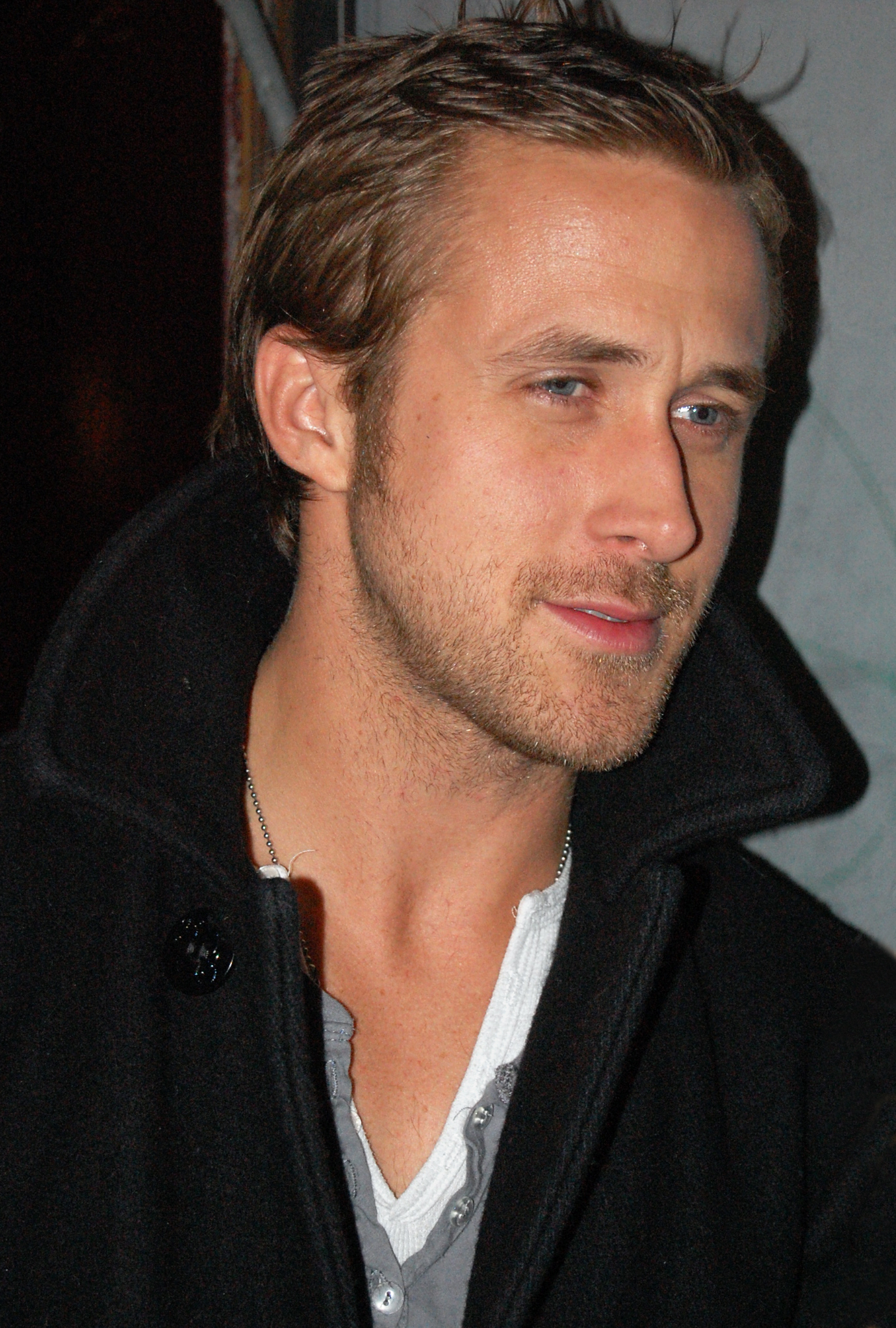
Ryan Gosling interpreta al conductor.

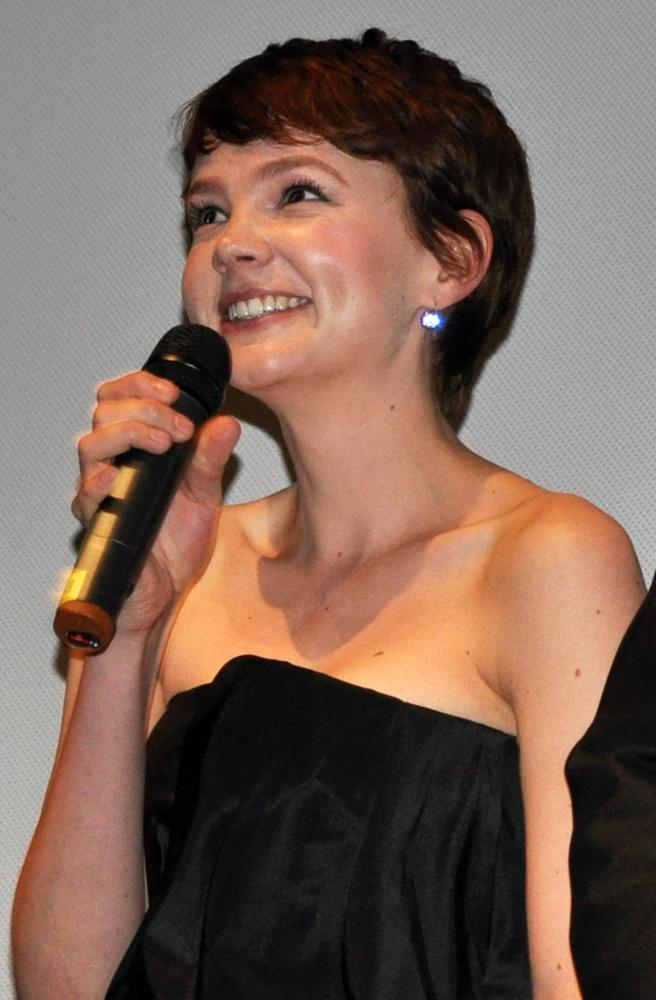
Carey Mulligan interpreta a Irene.

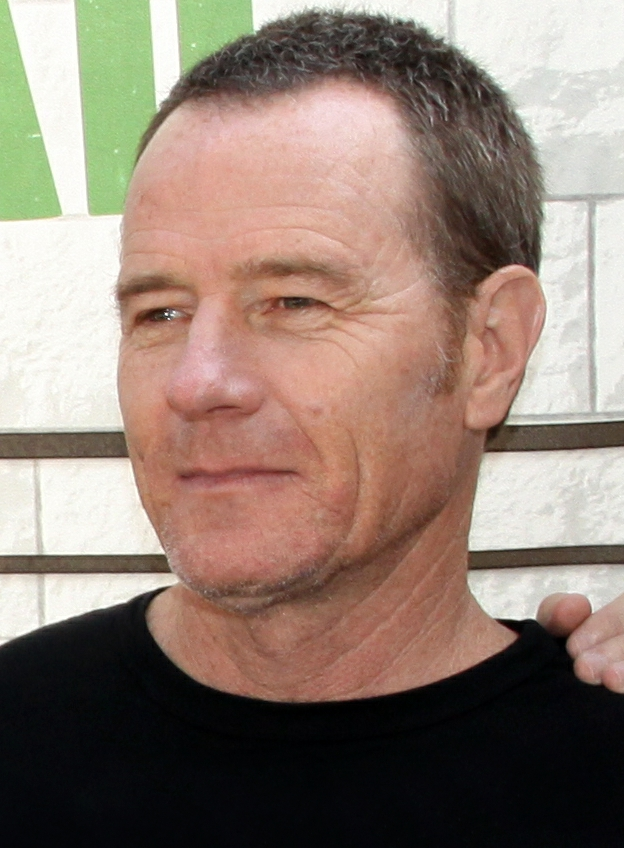
Bryan Cranston interpreta a Shannon.

La cinta se empezó a rodar el 25 de septiembre de 2010. Se filmó íntegramente en la ciudad de Los Ángeles, California, Estados Unidos. Hugh Jackman fue el primer actor vinculado al proyecto para el personaje principal. Neil Marshall fue sustituido por Nicolas Winding Refn en las tareas de dirección; asimismo este último contrató a Ryan Gosling para protagonizar la película, en lugar de Hugh Jackman. Como preparación para su interpretación, Gosling restauró el Chevy Malibu de 1973 que utiliza su personaje en el film.
Inicialmente la pareja de Standard, Irene, era hispana, hasta que Carey Mulligan se integró al reparto. Ron Perlman consiguió el personaje de Nino al decirle al director que "quería interpretar a un judío que quería ser un gángster italiano porque era eso lo que él es, un judío de Nueva York". Jacinda Barrett realizó una audición para dar vida a Blanche, pero finalmente la actriz contratada fue Christina Hendricks.

### Publicidad engañosa
Sarah Deming, de Keego Harbor, Míchigan, demandó a la distribuidora de la película -FilmDistrict- y a los cines de su localidad por publicidad engañosa, ya que según ella la cinta se promovió como una nueva versión de The Fast and the Furious, cuando en realidad no tiene nada que ver con aquella. Deming señala en su demanda que «Drive no tiene nada que ver con una película de persecuciones o de carreras de acción... apenas salen conduciendo en la película». Además, la espectadora tuvo otra objeción, puesto que en la demanda judicial afirma que «el filme contiene racismo extremo, gratuito y difamatorio contra los miembros de la fe judía, y por tanto promueve la violencia criminal contra sus miembros». Cabe aclarar que el director de Drive no solo es amigo de Alejandro Jodorowsky, cineasta y escritor judío, sino que incluso le dedica a él la película, como puede verse en los créditos.
El cineasta Nicolas Winding Refn le dedicó a Alejandro Jodorowsky su película Drive, y así figura en los créditos; el director danés afincado en Hollywood explicó en varias entrevistas que tiene amistad con Jodorowsky, quien lo visitó varias veces en París, y que su obra ha ejercido una gran influencia en su cine en general y en Drive en particular.[cita requerida]

## Recepción

### Respuesta crítica
Según el sitio web Rotten Tomatoes, la película obtuvo un 93% de comentarios positivos, llegando a la siguiente conclusión: "Una mezcla súper estilizada de imágenes impactantes y violencia, Drive representa plenamente una película de acción de arte y ensayo". El crítico Peter Travers le otorgó cuatro estrellas y la nombró "la mejor película del año", expresando: "Abróchense el cinturón para el baño de sangre existencial de Drive, una brillante obra artesanal que corre en la pista de serie B hasta que cambia a la gasolina vertiginosa de la creatividad pura. Maldita sea, es buena". Scott Tobias, de The A.V. Club, expresó: "Es poco más que un ejercicio de estilo, pero es deslumbrante y mítico, un testamento fundamental de los coches rápidos, los hombres peligrosos y de la tensión que aprieta como una mano en la garganta".
Por su parte, Roger Ebert escribió: "He aquí otra muestra del viejo principio del noir en Hollywood que dice que una película vive no a través del héroe, sino de sus sombras". Luis Martínez señaló para El Mundo que la película era "brutal y voraz. (...) Refn no se limita a copiar un modelo, sino que intenta poner en pie lo que queda de un recuerdo cuando se olvida". Según el sitio web Metacritic la cinta obtuvo críticas positivas, con un 79% de aprobación, basado en 40 comentarios de los cuales 35 son positivos. A. O. Scott, de The New York Times, por otro lado, disintió con la película diciendo: "Drive es sombría, crispada y honesta, pero también prisionera de su propio vacío, sustituyendo la atmósfera por las emociones, y un estilo prestado por verdadero atrevimiento".

### Taquilla
Estrenada en 2 886 cines estadounidenses, debutó en tercera posición con 11 millones de dólares, con una media por sala de 3 929 dólares, por delante de The Help y por detrás de Contagio. Recaudó en Estados Unidos 35 millones de dólares. Sumando las recaudaciones internacionales, la cifra asciende a 76 millones. El presupuesto estimado invertido en la producción fue de 15 millones de dólares.

## Premios y nominaciones

### Premios Óscar
| Año  | Categoría               | Persona                     | Resultado  |
| ---- | ----------------------- | --------------------------- | ---------- |
| 2011 | Mejor montaje de sonido | Lon Bender Victor Ray Ennis | Candidatos |

### Globos de Oro
| Año  | Categoría              | Persona       | Resultado |
| ---- | ---------------------- | ------------- | --------- |
| 2011 | Mejor actor de reparto | Albert Brooks | Candidato |

### Premios BAFTA
| Año  | Categoría               | Persona              | Resultado |
| ---- | ----------------------- | -------------------- | --------- |
| 2011 | Mejor película          | Mejor película       | Candidata |
| 2011 | Mejor director          | Nicolas Winding Refn | Candidato |
| 2011 | Mejor actriz de reparto | Carey Mulligan       | Candidata |
| 2011 | Mejor montaje           | Matthew Newman       | Candidato |

### Premios César
| Año  | Categoría                 | Resultado |
| ---- | ------------------------- | --------- |
| 2012 | Mejor película extranjera | Candidata |

### Festival de Cine de Cannes
| Año  | Categoría      | Persona              | Resultado |
| ---- | -------------- | -------------------- | --------- |
| 2011 | Palma de Oro   | Palma de Oro         | Candidata |
| 2011 | Mejor director | Nicolas Winding Refn | Ganador   |

### Premios Sant Jordi
| Año  | Categoría                                         | Resultado |
| ---- | ------------------------------------------------- | --------- |
| 2011 | Rosa de Sant Jordi a la mejor película extranjera | Ganadora  |

### Independent Spirit Awards
| Año  | Categoría              | Persona              | Resultado |
| ---- | ---------------------- | -------------------- | --------- |
| 2011 | Mejor película         | Mejor película       | Candidata |
| 2011 | Mejor director         | Nicolas Winding Refn | Candidato |
| 2011 | Mejor actor            | Ryan Gosling         | Candidato |
| 2011 | Mejor actor de reparto | Albert Brooks        | Candidato |

### Otros premios
- Albert Brooks fue galardonado con el premio al Mejor actor de reparto otorgado por la New York Film Critics Circle Awards.[17]

- Carey Mulligan fue premiada en el Hollywood Film Festival como «mejor actriz de reparto» del año.[18]

- Fue candidata como «mejor película» en el National Board of Review.[19]

- Fue candidata en la Broadcast Film Critics Association en ocho categorías, «mejor película», «mejor director» (Winding Refn), «mejor actor» (Gosling), «mejor actor de reparto» (Brooks), «mejor película de acción», «mejor montaje», «mejor fotografía» y «mejor banda sonora».[20] Ganó en la categoría de «mejor película de acción».[21]